# Ibens (ep)
 For alternative betydninger, se Ibens (flertydig). (Se også artikler, som begynder med Ibens)
 Der er for få eller ingen kildehenvisninger i denne artikel, hvilket er et problem. Du kan hjælpe ved at angive troværdige kilder til de påstande, som fremføres i artiklen.

ibens er en ep udgivet af den danske popgruppe ibens i august 1996. Det er bandets første demoudgivelse og forløberen til albummet af samme navn, der blev udgivet i 1997.
Ep'en indeholder fire sange, der alle blev genindspillet til albummet ibens i 1997. "Ølstykke i november" blev et mindre hit og førte til en pladekontrakt med EMI. I foråret 1997 blev debutalbummet udgivet, og alle fire sange fra ep'en blev mindre hits i dansk radio. I 2012 åbnede ibens op for salget af demo-ep'en i en kort periode. 
Ep'en er indspillet af Carsten Lykke, Henrik Marstal og Kristian Obling Høeg. Det var den eneste ep, udgivet af ibens, indtil Halvelektronisk blev udgivet i november 2012.

## Skæringsliste
1. "Ølstykke i november"
2. "Jeg savner min blå cykel"
3. "Farvel, fru professor"
4. "Solveig"